# Обсада на Малта (Втора световна война)
Вижте пояснителната страница за други значения на Обсада на Малта.
Обсадата на Малта от 11 юни 1940 до 20 ноември 1942 година е военна операция при остров Малта на Средиземноморския театър на Втората световна война.
В нея Италия и Германия се опитват да превземат острова, който е владение на Великобритания, чиито сили получават подкрепа от много от Съюзниците. Малта заема централно положение в Средиземно море и е от ключово значение за изхода от Северноафриканската кампания. Италия и Германия извършват масирани бомбардировки на Малта, но не успяват да прекъснат снабдяването му по море и реализирането на десант на острова. След пораженията, които претърпяват в Северна Африка, те изоставят обсадата и малко по-късно Малта се превръща в база за нападателни операции на Съюзниците.